# Toshiki Hirano
Toshiki Hirano (jap. 平野 俊貴, Hirano Toshiki, eigentlich: Toshihiro Hirano (平野 俊弘, Hirano Toshihiro); * 3. Oktober 1956 in Tokio) ist ein japanischer Animeregisseur, Animezeichner und Charakter-Designer. 
Toshiki Hirano studierte Grafikdesign und begann während dieser Zeit für Designfirmen wie Studio Number One und Wombat Studios zu arbeiten. Durch seine Arbeit als Animator für eine Episode von Dr. Slump erhielt er eine Vollzeitanstellung bei Studio Io sowie später bei Artland und AIC, wo er als Animator für Macross und Urusei Yatsura tätig war. Bekanntheit erlangte er durch das Charakterdesign und die Regie von Original Video Animations. Er ist mit der Anime- und Manga-Zeichnerin Narumi Kakinouchi verheiratet, mit der er eine Vielzahl gemeinsamer Projekte realisierte. Einige seiner Werke erschienen im Manga-Magazin Lemon People.

## Werk (Auswahl)

### Anime
- Gatchaman Fighter (1979, Zeichner)
- Dr. Slump: Arale-chan (1981–1982, Animationsleitung bei mehreren Episoden)
- Chōjikū Yōsai Macross (1982–1983, Animationsleitung bei mehreren Episoden)
- Urusei Yatsura (1983, Animationsleitung bei drei Episoden)
- Plawres Sanshirō (1983, Animationsleitung einer Episode)
- Ninja Senshi Tobikage (1985, Character Design der weiblichen Figuren)
- Megazone 23 (1985, Character Design und Animationsleitung)
- Creamy Lemon (1985–1986, Regisseur der Folgen 7 und 12 unter dem Pseudonym …hiro Hira…)
- Tatakae! Iczer One (1985–1987, Konzept, Regie, Drehbuch, Character Design, Animationsleitung)
- Cosmos Pink Shock (1986, Character Design)
- Daimajū Gekitō: Hagane no Oni (1987, Regie)
- Haja Taisei Dangaiō (1987–1989, Regie)
- Meiō Keikaku Zeorymer (1988–1990, Regie)
- Vampire Princess Miyu (1988–1990, Idee und Regie)
- Dragon’s Heaven (1988, Character Design)
- Bōken! Iczer 3 (1990–1991, Idee, Regie, Character Design, Skript)
- Magic Knight Rayearth (1994–1995, Regisseur)
- Iczer Girl Iczelion (1995, Regie, Drehbuch, Storyboard)
- Kakugo no Susume (1996, Regie)
- Rayearth (1997, Regie)
- Vampire Miyu (1997–1998, Idee und Regisseur)
- Devilman Lady (1998–1999, Regisseur)
- Haja Kyosei Great Dangaiō (2001, Idee und Regie)
- Kikō Sennyo Rouran (2002–2003, Konzept und Regie)
- Angel Heart (2005–2006, Regie)
- Shin Kyūseishu Densetsu Hokuto no Ken: Raō-den Gekitō no Shō (2007, Regie, Storyboard)
- Shin Kyūseishu Densetsu Hokuto no Ken Zero: Kenshirō-den (2008, Regie, Storyboard)
- Kaito Kid (2010–2012, Regie)

### Manga
- Gojira 1990
- Kung-Fu-Girl Juline (mit Narumi Kakinouchi)
- Muteki Shōjo Ramii
- Ōgon no Senshi Iczer-One
- Shaolin Sisters (mit Narumi Kakinouchi)
- Shaolin Sisters: Reborn (mit Narumi Kakinouchi)
- Vampire Miyu (mit Narumi Kakinouchi)